# Aéroport de Bristol
Pour les articles homonymes, voir BRS.

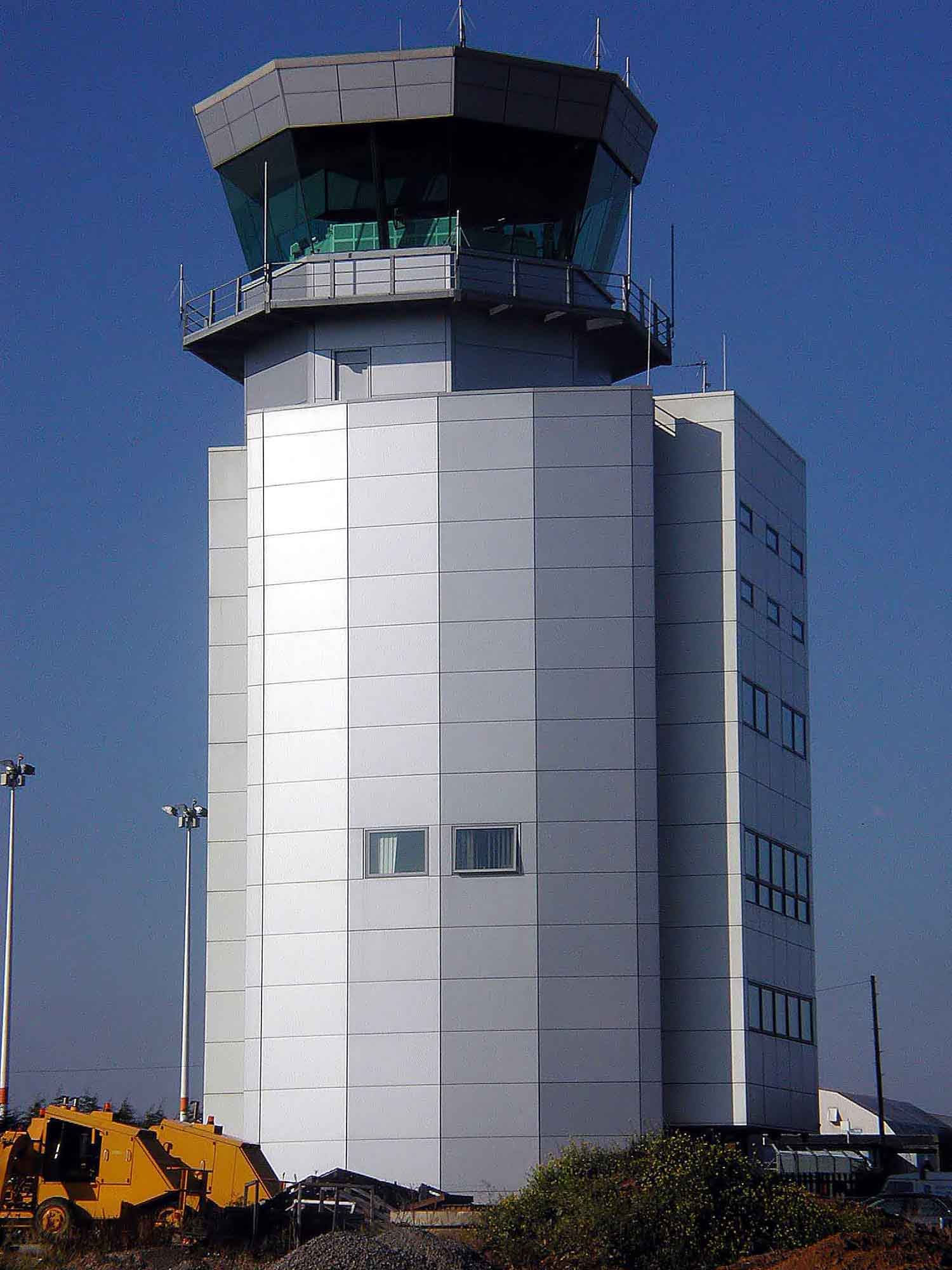
Tour de contrôle.

L´aéroport International de Bristol-Lulsgate, (en anglais : Bristol Airport) est un aéroport (code IATA : BRS • code OACI : EGGD) situé à Bristol en Angleterre, au Royaume-Uni.

## Situation

### Carte des aéroports commerciaux d'Angleterre
| Birmingham Bournemouth Bristol Doncaster · Sheffield Durham · Tees Valley East Midlands Exeter Humberside Land's · End Leeds-Bradford Liverpool L.-City L.-Gatwick L.-Heathrow L.-Luton L.-Southend L.-Stansted Lydd Manchester Newcastle · Upon Tyne Newquay · Cornouailles Norwich Southampton St Mary des Sorlingues Carlisle Lake |

## Compagnies aériennes et destinations
| Compagnies                    | Destinations |
| ----------------------------- | --- |
| Aegean Airlines               | Athènes E.-Venizélos |
| Aer Lingus                    | Cork, Dublin |
| Aurigny                       | Guernesey |
| BH Air                        | En saison : Bourgas |
| Blue Islands                  | Jersey |
| Corendon Airlines             | En saison: Antalya |
| easyJet                       | - Alicante-Elche, - Amsterdam, - Athènes E.-Venizélos, - Bâle-Mulhouse, - Barcelone-El Prat, - Belfast-G. Best, - Belfast, - Berlin-Brandebourg, - Bordeaux-Mérignac, - Charm el-Cheikh, - Copenhague-Kastrup, - Cracovie-Jean-Paul II, - Édimbourg, - Enfidha-Hammamet, - Faro, - Fuerteventura, - Genève-Cointrin, - Gibraltar, - Glasgow, - Hurghada, - Inverness, - Ronaldsway-Île de Man, - Lanzarote-Arrecife, - Larnaca, - Las Palmas/Gran Canaria, - Lisbonne-H. Delgado, - Madère-C. Ronaldo, - Madrid-Barajas, - Malaga-Costa del Sol, - Newcastle, - Nice-Côte d'Azur, - Palma de Majorque, - Paphos, - Paris-Charles de Gaulle, - Paris-Orly, - Pise-Galileo Galilei, - Porto-F. Sá-Carneiro, - Prague-Václav-Havel, - Rome Léonard-de-Vinci/Fiumicino, - Ténériffe-Sud Reine Sofia, - Toulouse-Blagnac, - Venise - Marco Polo En saison : - Antalya, - Bilbao, - Bodrum-Milas, - Catane-Fontanarossa, - Corfou-I. Kapodístrias, - Dalaman, - Dubrovnik, - Grenoble-Alpes-Isère, - Héraklion-N. Kazantzákis, - Ibiza, - Innsbruck-Kranebitten, - Céphalonie, - Kos, - La Canée I.-Daskaloyánnis, - La Rochelle-Île de Ré, - Lyon-Saint-Exupéry, - Marrakech-Ménara, - Marseille-Provence, - Minorque-Mahón, - Milan-Malpensa, - Mykonos, - Nantes-Atlantique, - Naples-Capodichino, - Olbia-Costa Smeralda, - Prévéza-Aktion, - Pula, - Reykjavik-Keflavík, - Rhodes-Diagoras, - Rovaniemi, - Salzbourg-W. A. Mozart, - Santorin, - Sofia-Vrajdebna, - Split, - Tromsø, - Turin S.-Pertini (Caselle), - Zante D.-Solomós |
| Jet2.com                      | - Antalya, - Faro, - Fuerteventura, - Innsbruck-Kranebitten, - Lanzarote-Arrecife, - Las Palmas/Gran Canaria, - Madère-C. Ronaldo, - Paphos, - Ténériffe-Sud Reine Sofia En saison: - Alicante-Elche, - Almeria, - Bodrum-Milas, - Bourgas, - Chambéry, - Corfou-I. Kapodístrias, - Dalaman, - Gérone-Costa Brava, - Héraklion-N. Kazantzákis, - Ibiza, - Izmir-A. Menderes, - Céphalonie, - Kos, - La Canée I.-Daskaloyánnis, - Larnaca, - Malaga-Costa del Sol, - Malte, - Minorque-Mahón, - Naples-Capodichino, - Palma de Majorque, - Prévéza-Aktion, - Reus, - Rhodes-Diagoras, - Salzbourg-W. A. Mozart, - Santorin, - Skiathos-A. Papadiamándis, - Thessalonique-Makedonía, - Vérone - Villafranca, - Zante D.-Solomós |
| KLM                           | Amsterdam |
| Loganair                      | Aberdeen-Dyce |
| Lufthansa                     | Francfort |
| Ryanair                       | - Alicante-Elche, - Barcelone-El Prat, - Bergame-Orio al Serio, - Bucarest-H. Coandă, - Budapest-Ferenc Liszt, - Bydgoszcz, - Cologne/Bonn-K. Adenauer, - Cracovie-Jean-Paul II, - Dublin, - Faro, - Gdańsk-L. Wałęsa, - Kaunas, - Knock-Irlande Ouest, - Lanzarote-Arrecife, - Las Palmas/Gran Canaria, - Madrid-Barajas, - Malaga-Costa del Sol, - Porto-F. Sá-Carneiro, - Poznań (Posnanie)-H. Wieniawski, - Riga, - Rzeszów, - Ténériffe-Sud Reine Sofia, - Valence, - Varsovie-Modlin (Mazovie), - Wrocław-N. Copernic En saison : - Bergerac-Dordogne-Périgord, - Béziers - Cap d'Agde, - Gérone-Costa Brava, - Grenoble-Alpes-Isère, - Ibiza, - Limoges-Bellegarde, - Marseille-Provence, - Palma de Majorque, - Sofia-Vrajdebna, - Turin S.-Pertini (Caselle), - Venise - Marco Polo |
| SunExpress                    | Antalya |
| Swiss International Air Lines | Zurich |
| TUI Airways                   | - Charm el-Cheikh, - Fuerteventura, - Hurghada, - Lanzarote-Arrecife, - Las Palmas/Gran Canaria, - Sal-A. Cabral, - Ténériffe-Sud Reine Sofia En saison : - Antalya, - Bourgas, - Cancún, - Chambéry, - Corfou-I. Kapodístrias, - Dalaman, - Dubrovnik, - Enfidha-Hammamet, - Genève-Cointrin, - Héraklion-N. Kazantzákis, - Ibiza, - Innsbruck-Kranebitten, - Céphalonie, - Kittilä, - Kos, - Larnaca, - Malaga-Costa del Sol, - Marrakech-Ménara, - Orlando-Melbourne, - Minorque-Mahón, - Naples-Capodichino, - Palma de Majorque, - Paphos, - Reus, - Rhodes-Diagoras, - Rovaniemi, - Salzbourg-W. A. Mozart, - Santorin, - Skiathos-A. Papadiamándis, - Thessalonique-Makedonía, - Toulouse-Blagnac, - Turin S.-Pertini (Caselle), - Vérone - Villafranca, - Zante D.-Solomós |
| Wizz Air                      | Katowice-Pyrzowice |

Édité le 02/07/2018  Actualisé le 12/04/2023

## Statistiques

### Passagers et mouvements
|                                                 | Nombre de passagers | Nombre de mouvements | Nombre total de passagers 1997–2013 (en millions) |
| ----------------------------------------------- | ------------------- | -------------------- | ------------------------------------------------- |
| 1997                                            | 1 614 837           | 59 547               |                                                   |
| 1998                                            | 1 838 219           | 61 582               |                                                   |
| 1999                                            | 1 993 331           | 62 072               |                                                   |
| 2000                                            | 2 141 525           | 63 252               |                                                   |
| 2001                                            | 2 694 464           | 69 854               |                                                   |
| 2002                                            | 3 445 945           | 72 152               |                                                   |
| 2003                                            | 3 915 072           | 74 635               |                                                   |
| 2004                                            | 4 647 266           | 77 956               |                                                   |
| 2005                                            | 5 253 752           | 84 289               |                                                   |
| 2006                                            | 5 757 963           | 84 583               |                                                   |
| 2007                                            | 5 926 774           | 76 428               |                                                   |
| 2008                                            | 6 267 114           | 76 517               |                                                   |
| 2009                                            | 5 642 921           | 70 245               |                                                   |
| 2010                                            | 5 747 604           | 69 134               |                                                   |
| 2011                                            | 5 780 746           | 66 179               |                                                   |
| 2012                                            | 5 921 530           | 61 206               |                                                   |
| 2013                                            | 6 131 896           | 65 299               |                                                   |
| Source: United Kingdom Civil Aviation Authority |                     |                      |                                                   |

### En tableau Wikidata
Pour des raisons techniques, il est temporairement impossible d'afficher le graphique qui aurait dû être présenté ici.

Voir la requête brute et les sources sur Wikidata.

## Projets
En réponse au Livre blanc du gouvernement britannique sur l'avenir du transport aérien de 2003, l'aéroport a publié un plan directeur pour son expansion au cours de la période 2006-2030. En octobre 2007, l'aéroport a annoncé qu'il retarderait la demande de planification jusqu'au milieu de 2008 pour lui donner le temps de terminer ses recherches sur les effets de l'aéroport sur l'environnement. Le World Development Movement a affirmé que les vols en provenance de l'aéroport généraient la même quantité de dioxyde de carbone que la nation du Malawi. Une campagne contre le plan a été menée par Stop Bristol Airport Expansion, soutenue par Bristol Friends of the Earth et leCampagne pour protéger l'Angleterre rurale.
La demande a finalement été soumise en 2009. Le plan de 150 millions de livres sterling, conçu pour faciliter la croissance du nombre annuel de passagers à 10 millions, a été approuvé par le North Somerset Council en 2010, par le secrétaire d'État aux Communautés et le gouvernement local plus tard la même année. En octobre 2011, Stop Bristol Airport Expansion a perdu sa contestation judiciaire du plan.
L'expansion devait se faire par étapes, réparties sur 30 projets de construction. Les plans incluaient un doublement de la surface au sol du terminal passagers, de nouvelles jetées et des stationnements pour les avions, des extensions de l'aire de trafic, un parking à plusieurs étages et un échangeur de transport public. Le premier projet a été achevé en juin 2012, avec l'ouverture de trois nouveaux stands d'avion. En juillet 2014, une passerelle de 3 880 m2 (41 800 pieds carrés) de 6,5 M £ connectée au centre du terminal a été ouverte, offrant quatre autres zones de pré-embarquement et permettant l'utilisation de passerelles, y compris pour les gros-porteurs. des avions tels que le Boeing 787 Dreamliner. En juillet 2015, l'aéroport a ouvert une extension de 8,6 M £ vers l'est du terminal, avec une salle d'embarquement plus grande et une terrasse extérieure. La construction d'une autre extension du terminal a commencé immédiatement, à l'ouest et a coûté 24 M £. Les premières phases de l'extension ouest de 9 000 m2 (97 000 pieds carrés), qui a ouvert ses portes à l'été 2016, ont fourni une nouvelle zone de recherche de sécurité pour les départs, avec 12 voies de sécurité, dont une zone accélérée. Les nouvelles installations d'arrivée dans l'extension, y compris la récupération des bagages et les douanes, devaient ouvrir plus tard en 2016. En octobre 2016, l'aéroport a annoncé qu'un nouveau projet, un agrandissement du hall d'immigration, s'achèvera en 2017. Ils ont été achevés et ouverts au public en avril 2017, permettant une augmentation du nombre de points de contrôle des passeports de 10 à 17, dont 10 sont des portes ePassport.
Une demande de planification pour un hôtel de 251 chambres sur place a été approuvée séparément en 2010. En février 2014, une demande de planification a été soumise pour une révision de la conception précédemment approuvée, avec un hôtel de 201 chambres à construire initialement, suivi plus tard d'un ajout de 50 chambres. L'aéroport a déclaré que parmi les 16 aéroports les plus fréquentés du Royaume-Uni, seul Bristol n'avait pas d'hôtel sur place. En février 2015, l'aéroport a annoncé que l'hôtel de 201 chambres serait achevé en 2016 et sera exploité comme un Hampton by Hilton. Il a ouvert ses portes en janvier 2017. Il a été financé, construit et appartient à une société chinoise CIMC Modular Building Systems qui a expédié des éléments préfabriqués modules pour sa construction en Chine.
Les travaux sur un parking à plusieurs étages de 9,5 millions de livres sterling ont commencé en novembre 2017, après une mise à niveau de 2,5 millions de livres sterling du centre d'accueil des clients du parking de la zone d'argent. Le nouveau parking a ouvert ses portes en mai 2018.
L'aéroport de Bristol a mis en place une consultation qui s'est déroulée du 16 novembre 2017 au 26 janvier 2018 et a sollicité des avis sur les priorités de l'aéroport et les premiers concepts de développement de l'aéroport.
En 2020, l'aéroport a demandé l'extension de l'aéroport pour permettre une augmentation du nombre de passagers à 12 millions. Le plan prévoyait d'agrandir le terminus passagers et les voies de circulation des avions. Il prévoyait également d'ajouter un stationnement pour 3 000 voitures supplémentaires, en grande partie sur des terrains de la ceinture de verdure. Le conseil de North Somerset a voté pour rejeter le plan. Il a déclaré que l'effet néfaste sur la région et l'impact plus large sur l'environnement l'emportaient sur les avantages plus étroits de l'expansion de l'aéroport. Cependant, l'aéroport pourrait déposer un appel, qui serait entendu lors d'une enquête publique.